# اکسید تولیوم (III)
اکسید تولیوم(III) (به انگلیسی: Thulium(III) oxide) با فرمول شیمیایی Tm۲O۳ یک ترکیب شیمیایی است. که جرم مولی آن 385.866 g/mol می‌باشد. شکل ظاهری این ترکیب، دستگاه بلوری مکعبی سفید مایل به سبز است.